# Villum Kann Rasmussens Årslegat til Teknisk og Naturvidenskabelig Forskning
Villum Kann Rasmussens Årslegat til Teknisk og Naturvidenskabelig Forskning er en dansk naturvidenskabspris, der uddeles årligt af Villum Fonden. Prisen gives til en dansk forsker, som har opnået international anerkendelse for fremtrædende forskning inden for de tekniske og naturfaglige områder.
Legatet var i 2020 på 5 mio. kr., og det er dermed den største danske forskerpris. Det kan ikke søges, og årslegatet bliver på Villum Kann Rasmussens fødselsdag den 23. januar.

## Modtagere
| År   | Person                       | Tilknytning | Forskningsområde                                 | Noter |
| ---- | ---------------------------- | --- | ------------------------------------------------ | --- |
| 1987 | Preben Christensen           | PC-Laboratoriet i Fjerritslev                                                                                   | Betons bestandighed                              | |
| 1988 | Palle Jeppesen               | Danmarks Tekniske Universitet                                                                                   | Halvlederfysik og mikrobølgeteknik               | |
| 1989 | Peter Roepstorff             | Syddansk Universitet                                                                                            | Proteinkemi                                      | |
| 1989 | Viggo Tvergaard              | Danmarks Tekniske Universitet                                                                                   | Materialemekanik og brudmekanik                  | |
| 1990 | Ole G. Mouritsen             | Syddansk Universitet                                                                                            | Biofysik, materialefysik og overfladefysik       | |
| 1991 | Erik Granum                  | Aalborg Universitet                                                                                             | Billedanalyse og datamatsyn                      | |
| 1991 | Jens Kehlet Nørskov          | Danmarks Tekniske Universitet                                                                                   | Overfladefysik                                   | |
| 1992 | John Villadsen               | Danmarks Tekniske Universitet                                                                                   | Teknisk kemi                                     | |
| 1993 | Jakob Bohr                   | Danmarks Tekniske Universitet                                                                                   | Eksperimentel materialeforskning                 | |
| 1994 | Ove Dalager Ditlevsen        | Danmarks Tekniske Universitet                                                                                   | Sikkerhed og belastning i byggekonstruktioner    | |
| 1995 | Jørgen Bach Andersen         | Aalborg Universitet                                                                                             | Elektromagnetisk feltteori og radiokommunikation | |
| 1996 | Thomas Sinkjær               | Aalborg Universitet                                                                                             | Medioteknik                                      | |
| 1996 | Povl Ole Fanger              | Danmarks Tekniske Universitet                                                                                   | Indeklima                                        | |
| 1997 | Martin Philip Bendsøe        | Aalborg Universitet                                                                                             | Topologi og materialeoptimering                  | |
| 1998 | Erik Reitzel                 | Danmarks Tekniske Universitet                                                                                   | Minimalkostruktioner                             | |
| 1999 | Birgitte K. Ahring           | Biocentrum, Danmarks Tekniske Universitet                                                                       | Anaerob bioteknologi                             | |
| 2000 | Karl Anker Jørgensen         | Aarhus Universitet                                                                                              | Eksperimentel og teoretisk kemi                  | |
| 2001 | Dorthe Dahl-Jensen           | Professor, Niels Bohr Institutet på Københavns Universitet                                                      | Palæoklimatologi, is                             | Som en anerkendelse og en inspiration til fortsættelse af hendes forskning og undervisning inden for eksperimentel og teoretisk glaciologi.                                                                                             |
| 2002 | Jens Nielsen                 | Professor, BioCentrum og leder af Center for Bioteknologisk Procesforskning, Danmarks Tekniske Universitet      | Bioteknologi                                     | For hans forskning og undervisning inden for bioteknologisk procesforskning. |
| 2003 | Flemming Besenbacher         | Professor, Institut for Fysik og Astronomi, Aarhus Universitet                                                  |                                                  | Som en anerkendelse og en inspiration til fortsættelse af hans forskning og undervisning inden for materialer og overfladerelaterede processer.                                                                                         |
| 2004 | Anders Bjarklev              | Professor, COM (Center for Communications, Optics and Materials), Danmarks Tekniske Universitet                 | Optik                                            | For hans forskningsindsats inden for studier af optisk kommunikation. |
| 2005 | Jesper Wengel                | Professor, Kemisk Institut, Syddansk Universitet                                                                |                                                  | For hans bemærkelsesværdige og banebrydende indsats gennem den sidste halve snes år inden for forskning i nanobiosystemer. |
| 2006 | Søren Brunak                 | Professor, BioCentrum-DTU, Danmarks Tekniske Universitet                                                        | Bioinformatik                                    | For hans indsats som pioner ved indførelsen af bioinformatikken som forskningsdisciplin i Danmark |
| 2007 | Birger Lindberg Møller       | Professor, Den Kgl. Veterinær- og Landbohøjskole                                                                |                                                  | For hans innovative og bredspektrede forskningsarbejde inden for plantebiokemi, plantefysiologi og plantemolekylærbiologi. |
| 2008 | Anja Boisen                  | Professor, Institut for Mikro- og Nanoteknologi, Danmarks Tekniske Universitet                                  | Nanoteknologi                                    | For hendes markante og innovative forskningsindsats inden for det nanoteknologiske forskningsområde. |
| 2009 | Eva Bjørn Vedel Jensen       | Professor, Institut for Matematiske Fag, Aarhus Universitet                                                     |                                                  | For hendes banebrydende forskning inden for udvikling af avancerede matematiske og statistiske metoder til at få et præcist tredimensionelt billede af et objekt, for eksempel i hjernen, ud fra et- eller todimensionale observationer |
| 2009 | Jan Oskar Jeppesen           | Professor, Institut for Fysik og Kemi, Syddansk Universitet                                                     |                                                  | For hans innovative og originale forskning inden for organisk kemi, hvor han fremstiller store og komplekse organiske molekyler med helt specielle funktionelle egenskaber                                                              |
| 2010 | Ole Sigmund                  | Professor, Institut for Mekanisk Teknologi, Danmarks Tekniske Universitet                                       |                                                  | For hans fremragende og innovative forskning inden for topologi-optimering, især inden for faststofmekanik og strukturel optimering. |
| 2011 | Christian Søndergaard Jensen | Professor, Aarhus Universitet                                                                                   | Data-Intensive Systemer                          | For hans fremragende og nyskabende forskning inden datalogi, specielt inden for databasemanagement og data-intensive systemer. |
| 2012 | Klaus Mølmer                 | Professor, Institut for Fysik og Astronomi, Aarhus Universitet                                                  |                                                  | For hans banebrydende forskning inden for teoretisk kvanteoptik og atomfysik, med specielt fokus på studiet af atomare systemers vekselvirkning med lys.                                                                                |
| 2013 | Carsten Rahbek               | Professor og leder Center for Makroøkologi, Evolution og Klima, Københavns Universitet                          |                                                  | For hans visionære og bredspektrede forskning og undervisning inden for biologisk diversitet, evolution og økologi. |
| 2014 | Frede Blaabjerg              | Professor, Aalborg Universitet                                                                                  |                                                  | For hans enestående arbejde inden for effektelektronik, som omfatter energilagring, energieffektivitet og styring af solcelle- og vindmølleenergi.                                                                                      |
| 2015 | Mikkel Thorup                | Professor, Københavns Universitet                                                                               |                                                  | For hans banebrydende forskning inden for datastrukturer og effektive algoritmer. |
| 2016 | Lone Gram                    | Professor, DTU Systembiologi, Danmarks Tekniske Universitet                                                     | Bakteriologi                                     | Som en anerkendelse af hendes forskning i bakteriers økologi og fysiologi med fokus på at finde de egenskaber hos bakterierne, som kan være til gavn for mennesker.                                                                     |
| 2016 | Jens Stougaard               | Professor, Institut for Molekylærbiologi og Genetik, Aarhus Universitet                                         | Molekylærbiologi                                 | Som en anerkendelse og en inspiration til fortsættelse af hans fremragende forskning inden for plantebiologi, herunder den knolddannelse, som er resultatet af symbiose mellem bælgplanter og kvælstoffikserende bakterier”.            |
| 2017 | Jens Hjorth                  | Professor, Niels Bohr Institutet på Københavns Universitet leder af Dark Cosmology Centre                       |                                                  | For langvarige forskningsindsats indenfor for astronomien og i særdeleshed hans arbejde med gammaglimt, der på afgørende vis har bidraget til ny erkendelse.                                                                            |
| 2018 | Ivan Damgård                 | Professor, Institut for Datalogi, Aarhus Universitet                                                            | Datalogi                                         | |
| 2019 | Sergey I. Bozhevolnyi        | Professor, SDU Nano Optik, Syddansk Universitet                                                                 | Plasmonik og nanooptik                           | |
| 2020 | Rasmus Nielsen               | Professor, Biologisk Institut, Københavns Universitet                                                           | DNA og genetik                                   | |
| 2021 | Ib Chorkendorff              | Professor, Institut for Fysik og leder af Villum Center for the Science of Sustainable Fuels and Chemicals, DTU | Katalysatorer                                    | |
| 2021 | Jens-Christian Svenning      | Professor, Biologisk Institut, Aarhus Universitet                                                               | Biodiversitet                                    | |
| 2022 | Dorte Juul Jensen            | Professor fra DTU Construct                                                                                     | Metallers indre strukturer og egenskaber         | |
| 2023 | Donald Canfield              | Professor, Biologisk Institut, Syddansk Universitet                                                             | Kemi                                             | |
| 2024 | Susanne Mandrup              | Professor og centerleder, Institut for Biokemi og Molekylær Biologi på Syddansk Universitet                     | Fedtvævet og navnlig fedtcellernes udvikling     | |